# 横浜市交通局1000型電車
横浜市交通局1000型電車（よこはましこうつうきょく1000がたでんしゃ）は、かつて横浜市交通局が所有していた路面電車である横浜市電の電車。

## 概要
1928年（昭和3年）に関東大震災復興事業により市電初のボギー車として登場した車両。屋根は曲面アーチを採用し、中部に入口専用扉を設けた。車体幅は500型と同一の兄弟車でもある。。

## 運用
登場時では過剰な大型車であり持て余した。。
1934年（昭和9年）に入口の幅をつめて出入り口に改造し、昭和17年には中部車掌が配置された。1951年（昭和26年）に再び入口専用とし、自動ドアに改造された。
この車両は馬力が小さいため、主に10系統などの平坦な路線を中心に運用され1970年（昭和45年）まで使用された。

## 保存車
現在1007号車が横浜市電保存館に展示されている。